# 패럴림픽과 올림픽에 모두 참가한 선수 목록
다음은 패럴림픽과 올림픽에 모두 참가한 선수 목록이다.

## 역사
패럴림픽이 열리기 훨씬 전, 나무다리을 가진 미국의 체조 선수 조지 아이저는 1904년 하계 올림픽에 참가하여 금메달 3개, 은메달 2개, 동메달 1개를 획득했다. 패럴림픽이 창설되기 이전 올림픽에서 메달을 딴 다른 절단 장애인도 있었다. 왼쪽 다리를 무릎 아래에서 절단한 헝가리의 헐러시 올리베르는 1928년, 1932년, 1936년 수구에서 3개의 메달(금메달 2개, 은메달 1개)을 획득했다. 역시 헝가리의 터카치 카로이는 1948년 하계 올림픽 사격에서 금메달을 획득했다. 그의 오른손이 10년 전에 수류탄에 맞아 산산조각이 난 후 왼손으로 사격하는 법을 독학했다. 헝가리의 청각 장애인 펜싱 선수 레이퇴 일디코는 1960년부터 1976년까지 올림픽에서 개인전 메달 2개(금메달 1개, 동메달 1개)와 단체전 메달 5개를 획득했다. 펜싱이 데플림픽 종목에 포함되지 않았기 때문에  데플림픽에 참가한 적은 없다.
여러 장애인 선수들이 올림픽과 패럴림픽에 모두 참가했다.
뉴질랜드의 네롤리 페어홀은 하반신 마비 선수로는 최초로 올림픽에 참가한 선수이다. 1980년 하계 패럴림픽에 참가한 페어홀은 브리즈번에서 열린 1982년 코먼웰스 게임 양궁에서 금메달을 획득했다. 또 다른 시각 장애 선수인 캐나다의 브라이언 매키버는 2010년 밴쿠버 동계 올림픽 참가 선수로 선발되었지만 결국 코치에 의해 제외되었다. 그러나 브라이언의 시각장애인 가이드로 동계 패럴림픽에서 여러 메달을 획득한 브라이언의 형 로빈 매키버는 1998년 나가노 동계 올림픽에서 크로스컨트리 스키에 참가했다. 남아프리카 공화국의 청각 장애 수영 선수 테렌스 파킨은 2000년 시드니 올림픽 평영 200미터에서 은메달을 땄고, 2004년 아테네 올림픽에도 참가했지만 청각 장애인을 위한 종목이 없는 패럴림픽에는 참가하지 않았다. 파킨은 1997년부터 2009년까지 데플림픽에 참가해서 29개의 금메달을 땄다.
남아프리카 공화국의 육상 선수 오스카 피스토리우스는 남자 T43의 100m, 200m, 400m 세계 기록 보유자이다. 2011년 7월 19일에 400m에서 기록한 45.07초로 2011년 세계 선수권 대회와 2012년 하계 올림픽 참가 자격 요건인 "A" 등급을 획득했다. 2012년 런던 하계 올림픽에서 피스토리우스는 절단 장애인 최초로 400m와 1600m 계주 종목에 참가했지만 메달을 따지는 못했다.
1960년 로마와 1964년 도쿄에서 올림픽 마라톤 두 차례 우승을 차지한 에티오피아의 아배베 비킬라는 1969년 교통 사고 이후 휠체어를 사용하게 되었지만 1972년 하계 패럴림픽 참가하려던 에티오피아 양궁 대표팀이 하이델베르크에 도착하지 못해 패럴림픽에 참가하지 못했다.

## 목록
| 선수 (국가) | 선수 (국가)               | 장애                   | 패럴림픽                                                                    | 패럴림픽        | 올림픽                                    | 올림픽   |
| 선수 (국가) | 선수 (국가)               | 장애                   | 대회                                                                        | 종목            | 대회                                      | 종목     |
| ----------- | ------------------------- | ---------------------- | --------------------------------------------------------------------------- | --------------- | ----------------------------------------- | -------- |
|             | 네롤리 페어홀 (NZL)       | 휠체어 사용            | 1980 아른험 1988 서울 2000 시드니                                           | 양궁            | 1984 로스엔젤레스                         | 양궁     |
|             | 소니아 페텐뷔르흐 (BEL)   | 휠체어 사용            | 1984 뉴욕/스토크맨더빌 1988 서울                                            | 사격            | 1992 바르셀로나                           | 사격     |
|             | 세케레시 팔 (HUN)         | 휠체어 사용            | 1992 바르셀로나 1996 애틀랜타 2000 시드니 2004 아테네 2008 베이징 2012 런던 | 휠체어 펜싱     | 1988 서울                                 | 펜싱     |
|             | 파올라 판타토 (ITA)       | 소아마비로 휠체어 사용 | 1988 서울 1992 바르셀로나 1996 애틀랜타 2000 시드니 2004 아테네             | 양궁            | 1996 애틀랜타                             | 양궁     |
|             | 말라 러년 (USA)           | 시각 장애              | 1992 바르셀로나 1996 애틀랜타                                               | 육상            | 2000 시드니 2004 아테네                   | 육상     |
|             | 오라치오 파고네 (ITA)     | 다리 절단              | 2006 토리노 2010 밴쿠버                                                     | 파라 아이스하키 | 1988 캘거리 1992 알베르빌 1994 릴리함메르 | 쇼트트랙 |
|             | 나탈리아 파르티카 (POL)   | 오른손의 선천적 절단   | 2000 시드니 2004 아테네 2008 베이징 2012 런던 2016 리우 2020 도쿄           | 파라 탁구       | 2008 베이징 2012 런던 2016 리우 2020 도쿄 | 탁구     |
|             | 나탈리 두 토이 (RSA)      | 다리 절단              | 2004 아테네 2008 베이징 2012 런던                                           | 수영            | 2008 베이징                               | 수영     |
|             | 미스티 토머스 (CAN)       | 십자인대 부상          | 2008 베이징                                                                 | 휠체어 농구     | 1984 로스앤젤레스                         | 농구     |
|             | 오스카 피스토리우스 (RSA) | 양측 무릎 아래 절단    | 2004 아테네 2008 베이징 2012 런던                                           | 육상            | 2012 런던                                 | 육상     |
|             | 아순타 레냔테 (ITA)       | 시각 장애              | 2012 런던 2016 리우                                                         | 육상            | 2008 베이징                               | 육상     |
|             | 페포 푸흐 (AUT)           | 하반신 마비            | 2012 런던 2016 리우                                                         | 승마            | 2004 아테네                               | 승마     |
|             | 일케 뷜루다 (GER)         | 다리 절단              | 2012 런던                                                                   | 육상            | 1992 바르셀로나 1996 애틀랜타 2000 시드니 | 육상     |
|             | 자흐라 네마티 (IRI)       | 휠체어 사용            | 2012 런던 2016 리우                                                         | 양궁            | 2016 리우                                 | 양궁     |
|             | 멜리사 태퍼 (AUS)         | 오른팔의 신경 손상     | 2012 런던 2016 리우 2020 도쿄 2024 파리                                     | 파라 탁구       | 2016 리우 2020 도쿄 2024 파리             | 탁구     |
|             | 산드라 파오비치 (CRO)     | 사고로 인한 마비       | 2016 리우                                                                   | 파라 탁구       | 2008 베이징                               | 탁구     |
|             | 미할 파인블라트 (ISR)     | 스포츠 부상            | 2020 도쿄                                                                   | 파라 조정       | 2004 아테네                               | 유도     |
|             | 케이트 오브라이언 (CAN)   | 스포츠 부상            | 2020 도쿄 2024 파리                                                         | 파라 사이클     | 2016 리우                                 | 사이클   |
|             | 브루나 알레샨드리 (BRA)   | 오른팔 절단            | 2016 리우 2020 도쿄 2024 파리                                               | 파라 탁구       | 2024 파리                                 | 탁구     |
|             | 다미앵 레툴레 (FRA)       | 대마비                 | 2024 파리                                                                   | 양궁            | 1996 애틀랜타                             | 양궁     |

## 올림픽과 패럴림픽 메달 수상자
현재 장애인이 되기 전에 올림픽에서 메달을 획득하고 패럴림픽에서 메달을 획득한 선수는 단 한 명뿐이다. 헝가리의 펜싱 선수 세케레시 팔은 1988년 하계 올림픽에서 플뢰레 단체전 동메달을 획득한 후 버스 사고로 장애인이 되었고, 이후 패럴림픽 휠체어 펜싱에서 금메달 3개와 동메달 3개를 획득했다.
2012년 하계 패럴림픽에서는 영국의 트랙 사이클 선수이자 올림픽 은메달리스트인 크레이그 매클린이 앤서니 카프스의 시각장애인 파일럿으로 활약하며 금메달을 획득했다. 이 대회에서는 처음으로 시각 장애 선수의 시각장애인 가이드에게도 메달이 수여되었으며, 매클린은 비록 장애인은 아니지만 올림픽과 패럴림픽에서 모두 메달을 획득한 두 번째 선수가 되었다.
패럴림픽이 명성을 얻고 자금 지원의 혜택을 받으면서, 특히 시각 장애인 선수들과 함께 참가하는 비장애인 "가이드"도 메달을 딸 수 있도록 허용한 결정으로 인해, 올림픽에서 패럴림픽으로의 전환은 비장애인 스포츠에서 경력이 끝나가는 엘리트 올림픽 선수들에게 더 일반적인 경로가 되었다. 2020년 하계 패럴림픽에서는 시각장애 남자 개인추발 상위 4명의 파일럿 중 3명이 전직 엘리트 수준의 사이클 선수였으며, '킬로' 세계 선수권 4관왕인 프랑스의 프랑수아 페르비스는 시각장애인 '스토커' 라파엘 보길레의 '파일럿'으로 올림픽과 패럴림픽 메달을 모두 획득한 세 번째 선수가 되었다.
수영 선수 테렌스 파킨은 2000년 시드니에서 열린 평영 200m에서 은메달을 땄고, 1997년부터 2009년까지 데플림픽에서 29개의 금메달을 땄다.

## 시각장애인 가이드
로빈 매키버와 크레이그 매클린처럼 올림픽과 패럴림픽에 모두 참가한 시각장애인 가이드가 있다. 매클린은 2000년 올림픽에서 사이클 팀 스프린트에서 은메달을, 2012년 패럴림픽 탠덤 스프린트에서 탠덤 파일럿으로 금메달을 획득했다.

## 올림픽 휠체어 경주
1984년부터 2004년까지 여러 선수들이 올림픽 휠체어 경주에 참가했다. 휠체어 경주는 시범 종목으로 올림픽 육상에 포함되어 진행되었기에 메달은 수여되지 않았다. 휠체어 경주는 메달 종목도 아니었고 비장애인 선수들도 참가하지 않았기 때문에 일반적으로 올림픽 정식 종목으로 간주되지는 않는다.